# Печать Луизианы
Большая печать штата Луизиана (англ. The Great Seal of the State of Louisiana) — один из государственных символов штата Луизиана, США. Государственная печать штата официально утверждена в 1902 году.

## Дизайн
Государственная печать штата Луизиана представляет собой геральдическое изображение бурого пеликана, называемое «Пеликан в самопожертвовании». Птица, являющаяся официальным символом штата Луизиана, разрывает клювом собственную грудь и кормит голодных птенцов своей кровью. Данный символ является олицетворением милосердия в христианстве и присутствует также на официальном флаге штата Луизиана. На государственной печати пеликана и его птенцов окружает надпись на английском языке «Union, justice, confidence» (англ. «Союз, справедливость, доверие»), являющаяся девизом штата. По внешней окружности печати расположены слова «State of Louisiana» (англ. «Штат Луизиана»).